# ÖFB-Cup 1998-1999
La ÖFB-Cup 1998-1999 è stata la 65ª edizione della coppa nazionale di calcio austriaca.

## Terzo turno
| Squadra 1         | Risultato       | Squadra 2                   |
| ----------------- | --------------- | --------------------------- |
| 4 settembre 1998  |                 |                             |
| Eisenstadt        | 1 - 6           | Grazer AK                   |
| 11 settembre 1998 |                 |                             |
| Untersiebenbrunn  | 1 - 3           | Schwarz-Weiß Bregenz        |
| Union St. Florian | ? - ? (3-4 dtr) | Admira Wacker M.            |
| 12 settembre 1998 |                 |                             |
| Waidhofen/Ybbs    | 0 - 2 (dts)     | Ried                        |
| Rheindorf Altach  | 1 - 2 (dts)     | Braunau                     |
| Leibnitz          | 1 - 3           | Austria Lustenau            |
| Kottingbrunn      | 0 - 4           | Wörgl                       |
| Eintracht Wels    | ? - ? (4-5 dtr) | Spittal/Drau                |
| Tulln             | 0 - 2           | Niederösterreich St. Pölten |
| Mattersburg       | 3 - 5           | Rapid Vienna                |
| Stockerau         | 0 - 2           | LASK                        |
| Bleiburg          | 0 - 5           | Austria Salisburgo          |
| Reichenau         | 0 - 5           | Sturm Graz                  |
| Lustenau 07       | 1 - 3 (dts)     | Leoben                      |
| Horn              | 7 - 1           | Austria/VSV                 |
| Schwechat         | 1 - 0           | First Vienna                |

## Ottavi di finale
| Squadra 1                   | Risultato       | Squadra 2            |
| --------------------------- | --------------- | -------------------- |
| 31 ottobre 1998             |                 |                      |
| Horn                        | 0 - 3           | Ried                 |
| Schwechat                   | 0 - 4           | Braunau              |
| Spittal/Drau                | 0 - 1           | LASK                 |
| Austria Lustenau            | 3 - 1 (dts)     | Leoben               |
| Niederösterreich St. Pölten | 0 - 4           | Grazer AK            |
| Rapid Vienna                | 3 - 0           | Wörgl                |
| Sturm Graz                  | 2 - 1           | Schwarz-Weiß Bregenz |
| Admira Wacker M.            | 2 - 2 (2-4 dtr) | Austria Salisburgo   |

## Quarti di finale
| Squadra 1        | Risultato | Squadra 2          |
| ---------------- | --------- | ------------------ |
| 6 aprile 1999    |           |                    |
| Austria Lustenau | 0 - 1     | LASK               |
| Rapid Vienna     | 4 - 1     | Austria Salisburgo |
| Braunau          | 0 - 1     | Ried               |
| Grazer AK        | 1 - 2     | Sturm Graz         |

## Semifinale
| Squadra 1     | Risultato | Squadra 2 |
| ------------- | --------- | --------- |
| 5 maggio 1999 |           |           |
| Sturm Graz    | 5 - 0     | Ried      |
| Rapid Vienna  | 0 - 2     | LASK      |

## Finale
| Squadra 1      | Risultato       | Squadra 2 |
| -------------- | --------------- | --------- |
| 18 maggio 1999 |                 |           |
| Sturm Graz     | 1 - 1 (4-2 dtr) | LASK      |